# Cyanerpes
Genre
Le genre Cyanerpes comprend 4 espèces de guit-guits, petits passereaux de l'écozone néotropicale, autrefois appelés sucriers.

## Liste des espèces
D'après la classification de référence du Congrès ornithologique international (ordre phylogénique) et ITIS (19 mai 2024), ce genre comprend les quatre espèces suivantes:
- Cyanerpes nitidus (Hartlaub, 1847) — Guit-guit à bec court
- Cyanerpes lucidus (P. L. Sclater et Salvin, 1859) — Guit-guit brillant
- Cyanerpes caeruleus (Linnaeus, 1758) — Guit-guit céruléen
- Cyanerpes cyaneus (Linnaeus, 1766) — Guit-guit saï

## Taxonomie
Le nom valide complet (avec auteur) de ce taxon est Cyanerpes Oberholser, 1899.